# Enicospilus antennatus
Enicospilus antennatus là một loài tò vò trong họ Ichneumonidae.